# Loptjuga
Die Loptjuga (russisch Лоптюга) ist ein rechter Nebenfluss der Waschka im Einzugsgebiet der Mesen in der Republik Komi in Nordwestrussland.
Die Loptjuga verläuft östlich dem Oberlauf der Waschka. Sie durchfließt eine hügelige Taiga-Landschaft, zuerst in nordöstlicher, später in nordwestlicher Richtung. Sie hat eine Länge von 152 km. Sie entwässert ein Areal von 1620 km² Fläche. Während der Schneeschmelze führt der Fluss einen Großteil seiner jährlichen Wassermenge ab. Wenige Kilometer östlich verläuft die Bolschaja Loptjuga, welche direkt in die Mesen mündet.